# Église Saint-Jean-l'Évangéliste de Philadelphie
L'église Saint-Jean-l'Évangéliste (St. John the Evangelist Church) est une église catholique paroissiale de Philadelphie aux États-Unis. Elle se trouve en plein centre-ville tout près du Philadelphia City Hall dans un quartier commerçant et de bureaux. Dédiée à saint Jean l'Évangéliste, elle dépend de l'archidiocèse de Philadelphie et offre cinq messes chaque jour de semaine et une permanence pour les confessions,.

## Statut paroissial

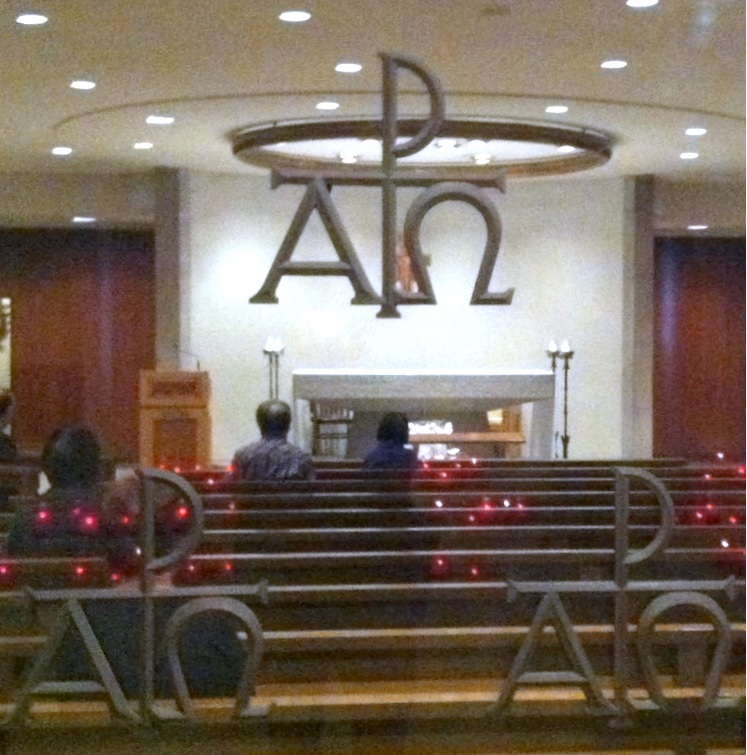
Autel de la crypte.

La paroisse est administrée depuis 1991 par les Franciscains capucins. En plus des cinq messes quotidiennes en semaine, ils célèbrent quatre messes le dimanche et une messe dominicale anticipée le samedi soir.

## Débuts

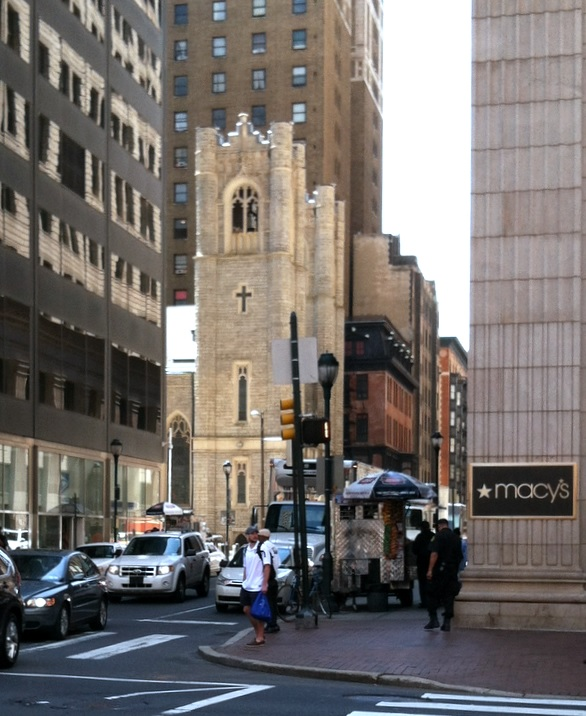
Extérieur de l'église à Market Street, entourée d'immeubles de bureaux.

La paroisse est fondée le 27 décembre 1830, jour de la fête de saint Jean l'Évangéliste, par Mgr Francis Kenrick, et l'abbé John Hughes y est affecté. La nouvelle église est consacrée le dimanche de la Passion (8 avril) 1832. L'intérieur de l'église est décoré d'une fresque peinte par Nicholas Monachesi, portraitriste local. C'est ici en 1834, que fut jouée pour la première fois aux États-Unis la messe de  Requiem de Mozart.

## Cathédrale et persécution
En 1838, l'église est désignée comme proto-cathédrale et l'évêque de Philadelphie prend le presbytère comme résidence. L'ancienne cathédrale Sainte-Marie de Philadelphie (de 1810 à 1838) se trouvait à l'angle de la 4th Street et Locust Streets. En 1844, les émeutes anti-catholiques provoquent des douzaines de morts. Deux églises catholiques sont détruites (Saint-Michel et Saint-Augustin) et le général George Cadwalader positionne un canon près de la cathédrale pour la protéger.

## Seconde moitié du XIXe siècle
Dans les années 1850, deux futurs saints sont en lien avec la paroisse : Katherine Drexel y fait sa première communion et elle y est confirmée par John Neumann, évêque de Philadelphie.
À cette époque (1855–1860), les Jésuites administrent la paroisse. En 1864, la basilique Saints-Pierre-et-Paul devient la nouvelle cathédrale du diocèse et Saint-Jean redevient simple église paroissiale. Il y a alors 170 000 catholiques à Philadelphie.

## Feu de 1899
En février 1899, l'église est touchée par un incendie qui détruit les maisons environnantes et atteint le presbytère. Trois pompiers y trouvent la mort et un quatrième plus tard. Une messe en leur mémoire accueille la foule quelques jours plus tard à la grande salle de l'Académie de musique, l'église étant inutilisable. Aujourd'hui une messe annuelle commémore la tragédie.
Depuis 1939, la paroisse est en lien avec la communauté chinoise catholique et une chapelle lui est attribuée quelques rues plus loin.